# Светско првенство у атлетици на отвореном 2019 — штафета 4 × 100 метара за мушкарце
Трка штафета 4 х 100 метара у мушкој конкуренцији на 17. Светском првенству у атлетици 2019. у Дохи одржана је 4. и 5. октобра на стадиону Khalifa International Stadium.
Титулу светских првака из Лондона 2017. бранила је штафета Уједињеног Краљевства.

## Освајачи медаља
|                                                                                     |                                                                                       |                                                                                             |
| Кристијан Колман · Џастин Гатлин · Мајк Роџерс · Ноа Лајлс · Крајвон Гилеспи* · САД | Адам Џемили · Зарнел Хјуз · Ричард Килти · Нетанил Мичел Блејк · Уједињено Краљевство | Шухеј Тада · Кирара Шираиши · Јошихиде Кирју · Абдул Хаким Сани Браун · Јуки Коике* · Јапан |

## Рекорди
Стање 26. септембар 2019.
| Рекорди пре почетка Светског првенства 2019.   | Рекорди пре почетка Светског првенства 2019.                                                         | Рекорди пре почетка Светског првенства 2019. | Рекорди пре почетка Светског првенства 2019. | Рекорди пре почетка Светског првенства 2019. |
| ---------------------------------------------- | --- | -------------------------------------------- | -------------------------------------------- | -------------------------------------------- |
| Олимпијски рекорди                             | Јамајка · Неста Картер, Мајкл Фрејтер, · Јохан Блејк, Јусејн Болт                                    | 36,84                                        | Лондон, Уједињено Краљевство                 | 11. август 2012.                             |
| Светски рекорд                                 | Јамајка · Неста Картер, Мајкл Фрејтер, · Јохан Блејк, Јусејн Болт                                    | 36,84                                        | Лондон, Уједињено Краљевство                 | 11. август 2012.                             |
| Рекорд светског првенства                      | Јамајка · Неста Картер, Мајкл Фрејтер · Јохан Блејк, Јусејн Болт                                     | 37,04                                        | Тегу, Јужна Кореја                           | 4. септембар 2011.                           |
| Најбољи резултат сезоне                        | Уједињено Краљевство · Чиџинду Уџа, Зарнел Хјуз · Ричард Килти, Нетанил Муичел Блејк                 | 37,60                                        | Лондон, Уједињено Краљевство                 | 21. јул 2019.                                |
| Афрички рекорд                                 | Нигерија · Осмонд Езинва, Олападе Аденикен, · Франсис Обиквелу, Дејвидсон Езинва                     | 37,94                                        | Атина, Грчка                                 | 9. август 2015.                              |
| Азијски рекорд                                 | Јапан · Риота Јамагата, Шота Изукa, · Јошихиде Кирју, Асука Кембриџ                                  | 37,60                                        | Рио де Жанеиро, Бразил                       | 19. август 2016.                             |
| Северноамерички рекорд                         | Јамајка · Неста Картер, Мајкл Фрејтер, · Јохан Блејк, Јусејн Болт                                    | 36,84                                        | Лондон, Уједињено Краљевство (ЛОИ)           | 11. август 2012.                             |
| Јужноамерички рекорд                           | Бразил · Винсент де Лима, Едсон Рибеиро, · Андре да Силва, Клодинеи да Силва                         | 37,90                                        | Сиднеј, Аустралија                           | 30. септембар 2000.                          |
| Европски рекорд                                | Уједињено Краљевство · Чиџинду Уџа, Адам Џемили, · Данијел Талбот, Нетанил Мичел Блејк               | 37,47                                        | Лондон, Уједињено Краљевство                 | 12. август 2019.                             |
| Океанијски рекорд                              | Аустралија · Пол Хендерсон, Тим Џексон, · Стив Бримаком, Дејмијен Марш                               | 38,17                                        | Гетеборг, Шведска                            | 12. август 1995.                             |
| Океанијски рекорд                              | Аустралија · Ентони Алози, Ајзек Нтиамоа · Ендру Макабе, Џошуа Рос                                   | 38,17                                        | Лондон, Уједињено Краљевство (ЛОИ)           | 10. август 2012.                             |
| Рекорди постигнути на Светском првенству 2019. | |                                              |                                              |                                              |
| Најбољи резултат сезоне                        | Уједињено Краљевство · Чиџинду Уџа, Адам Џемили, · Данијел Талбот, Нетанил Мичел Блејк               | 37,56                                        | Доха, Катар                                  | 4. октобар 2019.                             |
| Најбољи резултат сезоне                        | САД · Мајк Роџерс, Џастин Гатлин · Биџеј Ли, Кристијан Колман                                        | 37,10                                        | Доха, Катар                                  | 5. октобар 2019.                             |
| Афрички рекорд                                 | Јужноафричка Република · Thando Dlodlo, Симон Магакве, · Clarence Munyai, Акани Симбине              | 37,65                                        | Доха, Катар                                  | 4. октобар 2019.                             |
| Јужноамерички рекорд                           | Бразил · Родриго до Наскименто, Витор Хуго дос Сантос, · Дерик Силва, Пауло Андре Камило де Оливеира | 37,90                                        | Доха, Катар                                  | 4. октобар 2019.                             |
| Јужноамерички рекорд                           | Бразил · Родриго до Наскименто, Витор Хуго дос Сантос, · Дерик Силва, Пауло Андре Камило де Оливеира | 37,72                                        | Доха, Катар                                  | 5. октобар 2019.                             |
| Европски рекорд                                | Уједињено Краљевство · Адам Џемили, Зарнел Хјуз, · Ричард Килти, Нетанил Мичел Блејк                 | 37,36                                        | Доха, Катар                                  | 5. октобар 2019.                             |
| Азијски рекорд                                 | Јапан · Шухеј Тада, Кирара Шираиши, · Јошихиде Кирју, Абдул Хаким Сани Браун                         | 37,43                                        | Доха, Катар                                  | 5. октобар 2019.                             |

## Критеријум квалификација
Првих десет тимова на СП штафета 2019. и домаћин првенства се аутоматски квалификују за учешће а преостала места попуњавају штафете са најбољим резултатима током квалификационог периода
- 10 првих са СП штафета 2019.
- домаћин првенства
- 5 најбољих са светске ранг листе у квалификационом периоду.

Десет штафета се аутоматски квалификовале као финалисти Светског првенства у такмичењу штафета 2019. године.
1. Уједињено Краљевство (37,47)
2. Бразил (37,90)
3. Италија (38,17)
4. Сједињене Америчке Државе  (37,38)
5. Француска (37,79)
6. Турска (37,98)
7. Кина (37,82)
8. Јамајка (36,84)
9. Јужноафричка Република (38,24)
10. Холандија (37,99)

Других 5 штафета пласирало се на основу најбољих резултата постигнутим између 7. марта 2018. и 6. септембра 2019.
1. Немачка (38,02)
2. Јапан (37,60)
3. Канада (37,64)
4. Гана (38,12)
5. Нигерија (37,94)

У загради су национални рекорди сваке од земаља учесница.

## Сатница
| Датум            | Време | Коло          |
| ---------------- | ----- | ------------- |
| 4. октобар 2019. | 21:05 | Квалификације |
| 5. октобар 2019. | 22:15 | Финале        |

Сва времена су по локалном времену (UTC+1)

## Резултати

### Квалификације
Такмичење не одржано 4. октобра 2019. године. Штафете су подељене у  2 групе. У финале су прошле по три првопласиране из обе групе (КВ) и две на основу постигнутог резултата (кв).,,
| Групе | 1     | 2     |
| ----- | ----- | ----- |
| Старт | 21:05 | 21:14 |

| Поз. | Гру. | Ста. | Штафета       | Атлетичари                                                                                 | НР    | Време        | Белешка      |
| ---- | ---- | ---- | ------------- | ------------------------------------------------------------------------------------------ | ----- | ------------ | ------------ |
| 1.   | 1    | 6    | У. Краљевство | Адам Џемили, Зарнел Хјуз, Ричард Килти, Нетанил Мичел Блејк                                | 37,47 | 37,56        | КВ, СРС      |
| 2.   | 2    | 4    | Јужна Африка  | Thando Dlodlo, Симон Магакве, Clarence Munyai, Акани Симбине                               | 38,24 | 37,65        | КВ, АФР, НР  |
| 3.   | 2    | 5    | Јапан         | Јуки Коике, Кирара Шираиши, Јошихиде Кирју, Абдул Хаким Сани Браун                         | 37,60 | 37,78        | КВ, НРС      |
| 4.   | 2    | 9    | Кина          | Су Бингтјен, Џоуџенг Сју, Џићанг Ву, Џенје Сје                                             | 37,82 | 37,79        | КВ, НР       |
| 5.   | 2    | 6    | Француска     | Амори Голитин, Жими Вико, Микел-Меба Зезе, Моухамадоу Фал                                  | 37,79 | 37,88        | кв, НРС      |
| 6.   | 1    | 2    | Бразил        | Родриго до Наскименто, Витор Хуго дос Сантос, Дерик Силва , Пауло Андре Камило де Оливеира | 37,90 | 37,90        | ЈАР, НР      |
| 7.   | 2    | 3    | Холандија     | Јорис ван Гол, Тајмир Бурнет, Хенсли Паулина, Чуранди Мартина                              | 37,99 | 37,91 (.901) | кв, НР       |
| 8.   | 2    | 2    | Канада        | Гејвин Смели, Арон Браун, Брендон Родни, Моболаде Аџомале                                  | 37,64 | 37,91 (.906) | НРС          |
| 9.   | 1    | 5    | САД           | Кристијан Колман, Џастин Гатлин, Мајк Роџерс, Крајвон Гилеспи                              | 37,38 | 38,03        | КВ, НРС      |
| 10.  | 1    | 4    | Италија       | Федерико Катанео, Ламонт Марсел Џејкобс, Давиде Манети, Филипо Торту                       | 38,17 | 38,11        | НР           |
| 11.  | 1    | 7    | Јамајка       | Ошајн Бејли, Јохан Блејк, Рашид Двајер, Тикуендо Трејси                                    | 36,84 | 38,15        | НРС          |
| 12.  | 2    | 7    | Немачка       | Јулијан Ројс, Јосхуа Хартман, Рој Шмит, Марвин Шулте                                       | 38,02 | 38,24 (.235) | НРС          |
| 13.  | 1    | 8    | Гана          | Шон Сафо-Антви, Бенџамин Азамати-Кваку, Мартин Овусу-Антви, Joseph Paul Amoah              | 38,12 | 38,24 (.239) | НРС          |
|      | 1    | 3    | Турска        | Кајхан Озер, Жак Али Харви, Емре Зафер Барнес, Рамил Гулијев                               | 37,98 | ДИСК.        | чл. 170.7    |
|      | 2    | 8    | Нигерија      | Enoch Olaoluwa Adegoke, Ушеоритсе Итсекири, Огхо-Огхене Егверо, Сеје Огунлеве              | 37,94 | ДИСК.        | чл. 163.3(а) |
|      | 1    | 9    | Катар         | Абделазиз Мохамед, Тосин Огуноде, Махамат Закариа Кхалид, Оваб Баров                       | 39,05 | НС           |              |

### Финале
Такмичење је одржано 5. октобра 2019. године у 22:15 по локалном времену.,
| Пласман | Стаза | Штафета              | Атлетичари                                                                                | Време | Белешке   |
| ------- | ----- | -------------------- | ----------------------------------------------------------------------------------------- | ----- | --------- |
|         | 8     | САД                  | Кристијан Колман, Џастин Гатлин, Мајк Роџерс, Ноа Лајлс                                   | 37,10 | СРС, НР   |
|         | 7     | Уједињено Краљевство | Адам Џемили, Зарнел Хјуз, Ричард Килти, Нетанил Мичел Блејк                               | 37,36 | ЕР, НР    |
|         | 4     | Јапан                | Шухеј Тада, Кирара Шираиши, Јошихиде Кирју, Абдул Хаким Сани Браун                        | 37,43 | АЗР, НР   |
| 4.      | 6     | Бразил               | Родриго до Наскименто, Витор Хуго дос Сантос, Дерик Силва, Пауло Андре Камило де Оливеира | 37,72 | ЈАР, НР   |
| 5.      | 5     | Јужна Африка         | Thando Dlodlo, Симон Магакве, Clarence Munyai, Акани Симбине                              | 37,73 |           |
| 6.      | 9     | Кина                 | Су Бингтјен, Џоуџенг Сју, Џићанг Ву, Ге Бје                                               | 38,07 |           |
|         | 2     | Француска            | Амори Голитин, Жими Вико, Микел-Меба Зезе, Кристоф Леметр                                 | НЗ    |           |
|         | 3     | Холандија            | Јорис ван Гол, Тајмир Бурнет, Хенсли Паулина, Чуранди Мартина                             | Диск. | чл. 170.7 |